# Brylkinia
Brylkinia é um género botânico monotípico pertencente à família Poaceae, subfamília Pooideae, tribo Brylkinieae.
A única espécie reconhecida no género é Brylkinia caudata. Ocorre nas regiões temperadas da Ásia.